# 川西白刺花
川西白刺花（学名：Sophora albescens var. chuansiensis）为豆科槐属下的一个变种。

## 扩展阅读
- 維基物種上的相關：川西白刺花